# 霍洛尼夫
50°29′3″N 24°50′30″E / 50.48417°N 24.84167°E
霍洛尼夫（烏克蘭語：Холонів），是烏克蘭的村落，位於該國西部沃倫州，由盧茨克區負責管轄，始建於1451年，面積18.6平方公里，海拔高度198米，2023年人口704，人口密度每平方公里45.48人。